# جاكوب بانون
جاكوب بانون (بالإنجليزية: Jacob Bannon)‏ هو مغني ومصمم جرافيك وشاعر أمريكي، ولد في 15 أكتوبر 1976 في بوسطن في الولايات المتحدة.

## وصلات خارجية
- الموقع الرسمي
- جاكوب بانون على موقع ميوزك برينز (الإنجليزية)
- جاكوب بانون على موقع ديسكوغز (الإنجليزية)